# Ejido Emiliano Zapata, Tantoyuca
Ejido Emiliano Zapata är en ort i Mexiko.   Den ligger i kommunen Tantoyuca och delstaten Veracruz, i den sydöstra delen av landet, 230 km norr om huvudstaden Mexico City. Ejido Emiliano Zapata ligger 104 meter över havet och antalet invånare är 118.
Terrängen runt Ejido Emiliano Zapata är huvudsakligen platt, men åt sydost är den kuperad. Terrängen runt Ejido Emiliano Zapata sluttar västerut. Runt Ejido Emiliano Zapata är det ganska tätbefolkat, med 72 invånare per kvadratkilometer. Närmaste större samhälle är Tantoyuca, 8,0 km öster om Ejido Emiliano Zapata. Trakten runt Ejido Emiliano Zapata består till största delen av jordbruksmark.